# Petr Chudozilov
Petr Chudožilov (* 2. Februar 1943 in Prostějov) ist ein tschechischer Journalist und Schriftsteller.
1968 bekam der damals in Prag lebende Schriftsteller und Redaktor der Literární noviny Berufsverbot aus politischen Gründen. Er gehört zu den Unterzeichnern der Charta 77. 1982 emigrierte er in die Schweiz, wo er seither in Basel lebt. Auf Deutsch veröffentlichte er zahlreiche Märchenbücher.

## Werke (Auswahl)
- Die Reise in den Sternenhimmel, Maier-Verlag, Ravensburg, 1992
- Zu viele Engel, Deutscher Taschenbuch Verlag, München, 1998
- Als Julia die Fledermaus fand; Sauerländer-Verlag, 1998
- Charlotte von Huglfing, Deutscher Taschenbuch Verlag, München, 2002